# Lambert I van Leuven
Lambert I, bijgenaamd met de Baard (ca. 950 – Florennes, 12 september 1015), was de oudste met zekerheid bekende graaf van Leuven en stamvader van de Leuvense gravendynastie. Giselbert II was zijn oudoom die een kleinzoon was van de dochter van keizer Lotharius I.

## Leven
Hij was een zoon van Reinier III van Henegouwen en Adela van Leuven. Samen met zijn broer Reinier zou hij door aartsbisschop Bruno de Grote verbannen zijn geweest. Na de dood van keizer Otto I keerden ze terug om het kasteel van "Bussud" (Bossut?) te belegeren, maar werden verslagen en opnieuw verbannen door keizer Otto II. In 973 zouden beide broers zijn teruggekeerd om Werner en Reinout, die hun vaders land in bezit hadden genomen, te bestrijden en te doden. In 976 deden Reinier en Lambert een tweede poging om hun bezittingen te heroveren. Ze werden op 19 april 976 verslagen bij Bergen maar kregen toen wel hun graafschappen van de koning terug. Lambert werd graaf van Leuven. Ook uit een andere bron weten we dat in 977 de zonen van Reinier III terug waren in hun vaderland. Door Lamberts huwelijk met Gerberga (in 991 of later), dochter van hertog Karel van Lotharingen, kwam hij in het bezit van het graafschap Brussel.
In 1003 wordt Lambert voor het eerst vermeld als graaf van Leuven, ter gelegenheid van zijn aanduiding als voogd over de abdij van Nijvel. Hij verwierf ook de voogdij over de abdij van Gembloers. Door dit voogdijschap moest hij instaan voor de bescherming van de abdijen, maar anderzijds verkreeg hij ook de territoriale controle over de uitgestrekte abdijdomeinen. In 1005 steunde Lambert Boudewijn IV van Vlaanderen in diens pogingen om het markgraafschap Valencijn te veroveren. In 1007 wordt vermeld dat graaf Lambert terug in de gratie is gekomen bij keizer Hendrik II. In 1012 benoemde de keizer Godfried de Kinderloze tot hertog van Neder-Lotharingen. Dit was tegen de zin van Lambert die deze functie zelf begeerde. Deze toewijzing bracht Lambert openlijk in conflict met de graven van de Ardennen. Het kwam zelfs zover dat Godfried de stad Leuven belegerde maar hij moest die onderneming zonder succes opgeven.
Lambert kwam daarna in botsing met Balderik van Loon, bisschop van Luik. Deze had besloten een burcht te bouwen te Hoegaarden. Dit was niet naar de zin van Lambert I, die de burcht als een bedreiging beschouwde. Toen de bisschop weigerde de bouwwerken stop te zetten, deed Lambert een inval in het Luikse gebied. De bisschop wist slechts met toegevingen zijn vazallen ertoe te bewegen hem bij staan in de strijd, maar in 1013 werd die te Hoegaarden dan toch beslecht. Mede door desertie van een deel der Luikse troepen wist Lambert de bisschop een bloedige nederlaag toe te brengen. Deze overwinning stelde Lambert in staat ook het graafschap Bruningerode (ten zuidoosten van het graafschap Leuven) te annexeren. In 1015 kwam het opnieuw tot een conflict met hertog Godfried. Lambert trok samen met zijn broer Reinier tegen hem op, maar sneuvelde bij Florennes (1015).
Om de vrede te herstellen tussen de Reiniers (graven van Leuven en Bergen) en het huis van Verdun werden huwelijksallianties aangegaan. Lambert II Balderik van Leuven huwde Oda van Verdun (dochter van Gozelo I van Verdun), en Reinier V van Bergen trouwde met een dochter van Herman van Ename (die omstreeks die tijd graaf van Brabant was).
De kroniekschrijvers schetsen een zeer negatief beeld van de oorlogszuchtige Lambert I. Ze verwijten hem geen respect te hebben voor vrouwen, kinderen en heiligdommen. Niet alleen dankzij de Karolingische bruidsschat van zijn echtgenote Gerberga (het graafschap Brussel), maar ook door geweld en intriges wist hij zijn territorium uit te breiden.

## Huwelijk
Vier kinderen ontsproten uit zijn huwelijk rond 990 met Gerberga van Neder-Lotharingen, dochter van hertog Karel van Neder-Lotharingen en kleindochter van de gelijknamige Gerberga van Saksen, op haar beurt dochter van koning Hendrik I de Vogelaar en zuster van keizer Otto I:
- Hendrik I van Leuven, oudste zoon en opvolger van Lambert I
- Lambert II Balderik van Leuven, gehuwd met Oda van Verdun
- Reinier van Leuven, gehuwd met een dochter van Boudewijn IV van Vlaanderen
- Mathilde van Boulogne, gehuwd met Eustaas I van Boulogne

## Voorouders
| Voorouders van Lambert I van Leuven | Voorouders van Lambert I van Leuven                               | Voorouders van Lambert I van Leuven                               | Voorouders van Lambert I van Leuven                               | Voorouders van Lambert I van Leuven                               | Voorouders van Lambert I van Leuven                               | Voorouders van Lambert I van Leuven                               | Voorouders van Lambert I van Leuven                               | Voorouders van Lambert I van Leuven                               |
| ----------------------------------- | ----------------------------------------------------------------- | ----------------------------------------------------------------- | ----------------------------------------------------------------- | ----------------------------------------------------------------- | ----------------------------------------------------------------- | ----------------------------------------------------------------- | ----------------------------------------------------------------- | ----------------------------------------------------------------- |
| Overgrootouders                     | Reinier I van Henegouwen (850-916) ∞ Alberada (854-na 919)        | Reinier I van Henegouwen (850-916) ∞ Alberada (854-na 919)        | ? (-) ∞ ? (-)                                                     | ? (-) ∞ ? (-)                                                     | ? (-) ∞ ? (-)                                                     | ? (-) ∞ ? (-)                                                     | ? (-) ∞ ? (-)                                                     | ? (-) ∞ ? (-)                                                     |
| Grootouders                         | Reinier II van Henegouwen (890-932) ∞ ? (-)                       | Reinier II van Henegouwen (890-932) ∞ ? (-)                       | Reinier II van Henegouwen (890-932) ∞ ? (-)                       | Reinier II van Henegouwen (890-932) ∞ ? (-)                       | ? (-) ∞ ? (-)                                                     | ? (-) ∞ ? (-)                                                     | ? (-) ∞ ? (-)                                                     | ? (-) ∞ ? (-)                                                     |
| Ouders                              | Reinier III van Henegouwen (920-973) ∞ Adela van Leuven (929-961) | Reinier III van Henegouwen (920-973) ∞ Adela van Leuven (929-961) | Reinier III van Henegouwen (920-973) ∞ Adela van Leuven (929-961) | Reinier III van Henegouwen (920-973) ∞ Adela van Leuven (929-961) | Reinier III van Henegouwen (920-973) ∞ Adela van Leuven (929-961) | Reinier III van Henegouwen (920-973) ∞ Adela van Leuven (929-961) | Reinier III van Henegouwen (920-973) ∞ Adela van Leuven (929-961) | Reinier III van Henegouwen (920-973) ∞ Adela van Leuven (929-961) |
| Lambert I van Leuven (950-1015)     |                                                                   |                                                                   |                                                                   |                                                                   |                                                                   |                                                                   |                                                                   |                                                                   |